# Keishi Ōtomo
Keishi Ōtomo (大友啓史, Ōtomo Keishi, nascut el 6 de maig de 1966 a Morioka, Iwate, Japó) és un director de cinema i guionista japonès. És conegut pels thrillers psicològics i els drames històrics, a més d'adaptar una varietat de manga i novel·les al cinema, com ara les sèries de pel·lícules The Vulture (2009), Ryōmaden (2010) i Rurouni Kenshin. Els premis d'Ōtomo inclouen el Premi del Públic al 18è Festival Internacional de Cinema Fantasia de Mont-real (2014), el Premi a la Popularitat al 38è Premi de l'Acadèmia Japonesa (2014) i el Millor Director al 31è Premi de la Crítica Japonesa (2022).

## Primers anys
Ōtomo va néixer el 6 de maig de 1966 a la ciutat de Morioka, prefectura d'Iwate, Japó. Es va graduar al Primer Institut Morioka abans de traslladar-se a Tòquio el 1986 per estudiar a la Facultat de Dret de la Universitat de Keio. Després de graduar-se el 1990, es va unir a la cadena de televisió pública japonesa NHK on va ser assignat a la seva emissora Akita com a director.

## Carrera

### 1990-1999: Direcció primerenca
A més de produir documentals per a emissions nacionals, de 1990 a 1994, Ōtomo va ser director de diversos programes de televisió, inclosos diversos programes regionals dirigits al públic adolescent. Aquests inclouen el concurs de cant NHK Nodo Jiman i High School Baseball Live. Va ser traslladat al Departament de Programació Dramàtica des de 1994, un moviment que li va permetre centrar-se més en la narració.
El 1997, NHK va concedir a Ōtomo un any sabàtic de 2 anys per estudiar direcció i guió a Los Angeles, Califòrnia. Durant aquest temps, va fer cursos a diverses institucions educatives, inclosa la Universitat del Sud de Califòrnia. Quan no estava a les classes, va treballar com a membre de l'equip de plató en diverses produccions de Hollywood, on va adquirir una valuosa comprensió de la indústria cinematogràfica comercial dels EUA.

### 1999-2010: obres teatrals i èxit de crítica
El 1999, Ōtomo va tornar al Japó per unir-se al Departament de Drama de la Divisió 2 de la NHK. Va dirigir molts drames durant el seu mandat allà, inclosa l'aclamada Churasan, la 64a sèrie Novel·la de televisió. La sèrie va comptar amb una valoració mitjana d'espectadors del 22,2% i va funcionar durant 4 temporades sense precedents.
El 2007, Ōtomo va dirigir la sèrie de televisió de thriller corporatiu plena d'acció The Vulture (Hagetaka) protagonitzada per Nao Ōmori. La pel·lícula va reflectir hàbilment el xoc financer i la creixent desconfiança del públic en aquell moment i va guanyar nombrosos premis nacionals i internacionals el mateix any, inclòs el prestigiós Prix Itàlia Internacional.
Després d'aquest èxit de crítica, Ōtomo es va traslladar al cinema a temps complet, fent el seu debut com a director amb una versió cinematogràfica de The Vulture, estrenada el 2009 com a seqüela del drama televisiu. Va guanyar un Asian Television Award el 2009 pel seu treball a Shirasu Jiro, una adaptació biogràfica sobre Jiro Shirasu, que va tenir un paper actiu en el reconstrucció del Japó durant l'ocupació occidental després de la Segona Guerra Mundial.
El 2010, es va convertir en el director en cap més jove de la història de NHK i va dirigir la 49a sèrie anual de Taiga drama, Ryōmaden. Ryōmaden va guanyar molts reconeixements i es considera una de les sèries més reeixides fins ara, renovant la imatge dels drames històrics pels seus enfocaments innovadors de meticulosa producció cinematogràfica moderna, que va incorporar hàbilment l'ús de llargues captures i va perseguir un minuciós realisme en el disseny dels personatges.

### 2011-present:Rurouni Kenshini aclamació més àmplia
El 30 d'abril de 2011, després de més d'una dècada com a director de televisió i cinema d'èxit, Ōtomo va deixar NHK i va establir la seva pròpia companyia cinematogràfica, Keishi Otomo & Co el mes següent.
Uns mesos més tard, a l'agost de 2011, Ōtomo va signar un acord de direcció de 3 pel·lícules amb Warner Bros. Japan, convertint-se en el primer director japonès a rebre un acord de diverses pel·lícules tan gran. La primera d'aquestes pel·lícules, Rurouni Kenshin, basada en la popular sèrie de manga del mateix nom, es va estrenar a les sales el 25 d'agost de 2012, al Japó. Amb la seva ambientació d'època, una trama complexa (basada en la popular sèrie de manga) i un grau inusual d'acció d'alta velocitat, la pel·lícula va captivar el públic, arribant a recaptar 36 milions de dòlars a nivell nacional. La pel·lícula també va tenir una bona acollida internacional, i va ser convidada a projectar-se al Festival Internacional de Cinema de Busan, que va incloure unes preguntes i respostes amb l'actor principal, Takeru Sato. La pel·lícula es va projectar a 64 països i 2 territoris a tot el món, amb una recaptació de més de 60 milions de dòlars internacionals.
El 2013, Ōtomo va dirigir Platinum Data, un thriller de misteri d'advertència sobre la dependència excessiva de l'anàlisi d'ADN en les investigacions, ambientat en un futur proper. Estrenada per Toho, la pel·lícula va registrar les vendes d'entrades anticipades més altes del primer dia de qualsevol pel·lícula de Toho fins al moment (103.655 entrades) i va recaptar 2.700 milions de iens (26.1 milions de dòlars) al Japó.
L'any següent, Ōtomo va dirigir dues seqüeles molt esperades de Rurouni Kenshin, produïdes adossades. La primera seqüela, Rurouni Kenshin: Kyoto Inferno, es va estrenar a nivell nacional l'1 d'agost de 2014, convertint-se en la pel·lícula d'acció en directe més popular de l'any i consolidant la sèrie com una de les franquícies de cinema amb més èxit. al Japó. La tercera pel·lícula, Rurouni Kenshin: The Legend Ends va seguir poc després, el 13 de setembre de 2014. Les dues pel·lícules van ser èxits comercials, amb una recaptació de 5.250 milions de iens (52.9 milions de dòlars) i 4.390 milions de iens (44 milions de dòlars). ) respectivament. Igual que amb la primera pel·lícula, ambdues també van ser èxits de crítica, guanyant premis en festivals de cinema al Japó i a l'estranger, inclòs el Premi del Públic al 18è FanTasia i el Premi a la Popularitat als Premis de l'Acadèmia Japonesa. A l'agost del mateix any, l'estrena asiàtica es va celebrar al centre comercial "SM MEGA MALL" al centre de Manila, Filipines, i va comptar amb la presència d'uns 11.000 aficionats locals al llarg de dos dies i es va projectar a 64 països d'arreu del món, inclosos Àsia i Europa.
El 6 d'agost de 2016, Ōtomo va llançar una adaptació cinematogràfica d'acció real del popular manga Himitsu – Top Secret. (guanyador del premi a l'excel·lència a la divisió de manga del 15è Japan Media Arts Festival) que explora les repercussions d'investigar els records dels morts.
El mateix any, Ōtomo va estrenar una altra adaptació cinematogràfica de manga, Museum, que es va estrenar al Japó el 12 de novembre de 2016. La pel·lícula es va estrenar per commemorar el 25è aniversari de GUAU. La pel·lícula va marcar la seva primera incursió amb èxit en el gènere de terror i suspens i va rebre premis tant del 29è Festival Internacional de Cinema de Tòquio com del Festival Internacional de Cinema de Busan. La pel·lícula també va ser una selecció oficial al Festival de fantasia i terror Festival Internacional de Cinema Fantàstic de Catalunya.
El 2017, una adaptació cinematogràfica d'imatge real de Sangatsu no Lion—basada en el molt aclamat manga  del mateix nom, que va guanyar el primer lloc a la categoria de còmic "Llibre de l'any" a la revista Da Vinci durant tres anys consecutius i més tard va guanyar el gran premi en la categoria de manga al 24è Japan Media Arts Festival Awards. en dues parts consecutives (primera part: 18 de març, segona part: 22 d'abril) i també es va veure al 20è Festival Internacional de Cinema de Xangai.
En un període d'aproximadament 18 mesos entre el 2018 i el 2019, Ōtomo va filmar Million Dollar Man (Okuotoko), Beneath the Shadow (Eiri) i les dues últimes entregues de Rurouni Kenshin en ràpida successió.
Million Dollar Man (Okuotoko) es va basar en la novel·la de Genki Kawmura, que va ser nominada al 12è Premi anual del llibreter de Japó (Premi Honnya Taisho, 2015) i va incloure una àmplia filmació internacional al Marroc, va ser llançat el 19 d'octubre de 2018.
El 14 de febrer de 2020 es va estrenar Beneath the Shadow (Eiri) (guanyador del 157è Premi Akutagawa, la primera incursió d'Ōtomo en pel·lícules d'art i assai. Filmat íntegrament a la seva ciutat natal de Morioka, prefectura d'Iwate, va explorar la pèrdua i la resiliència després del devastador terratrèmol del Japó oriental Beneath the Shadow va ser l'única pel·lícula japonesa seleccionada per a la secció Competició del 2n Festival Internacional de Cinema de l'illa de Hainan, on va fer la seva estrena mundial. Ryuhei Matsuda, un dels actors principals de la pel·lícula, van rebre el premi al millor actor.
El 2020, Ōtomo va signar un acord de gestió amb LUKA Productions International, una productora amb seu a Hollywood i actualment gestionada a l'estranger per LUKA Management, una filial de LUKA Productions International.
Rurouni Kenshin: The Final i Rurouni Kenshin: The Beginning, una pel·lícula de dues parts que l'estrena a les sales es va ajornar durant un any a causa de la pandèmia de la Covid-19, i es va estrenar el 23 d'abril i el 4 de juny de 2021. Tot i que es va declarar l'estat d'emergència al Japó i als cinemes de ciutats importants com Tòquio i Osaka van tancar el tercer dia del seu llançament, The Final va ser un gran èxit, amb una recaptació de 4.350 milions de iens (37,8 milions de dòlars) a la taquilla. The Beginning també va aportar 2.500 milions de iens addicionals (21,3 milions de dòlars), convertint-se en la primera franquícia del Japó a ocupar els llocs número 1 i 2 a la taquilla.
La sèrie Rurouni Kenshin ha obtingut el reconeixement internacional. La primera projecció a l'estranger de les cinc pel·lícules i l'estrena internacional de les dues darreres parts es van celebrar al 24è Festival Internacional de Cinema de Xangai davant d'un públic entusiasta, la primera franquícia fora de Hollywood en fer-ho.
Poc després de l'estrena de la pel·lícula al Japó, les pel·lícules van estar disponibles per a la seva visualització a Netflix per a la base de fans mundial. La pel·lícula va aconseguir el rànquing d'espectadors més alts, el número 4 del món, inclosos els països de parla anglesa. L'èxit crític i financer sense precedents de la franquícia va ajudar a revitalitzar les adaptacions del manga a l'acció real al Japó.
La seva darrera pel·lícula s'estrenarà el 2023.
Ōtomo es va incorporar com a director per a l'obertura i les cinemàtiques en temps real de Rise of The Rōnin i va quedar impressionat per com Team Ninja han fet la seva recerca i s'han centrat en tots els detalls de l'univers del joc.

## Filmografia

### Pel·lícules
- Sèrie de pel·lícules d'imatge real Rurouni Kenshin
  - Rurouni Kenshin, 2012 (també com a guionista)
  - Rurouni Kenshin: Kyoto Inferno, 2014 (també com a guionista)
  - Rurouni Kenshin: The Legend Ends, 2014 (també com a guionista)
  - Rurouni Kenshin: The Final, 2021 (també com a guionista)
  - Rurouni Kenshin: The Beginning, 2021 (també com a guionista)
- Hagetaka (El voltor), 2009
- Platinum Data, 2013
- Museum, 2016
- The Top Secret: Murder in Mind, 2016 (també com a guionista)
- Sangatsu no Lion/March Comes In Like a Lamb, 2017 (també com a guionista)
- Million Dollar Man, 2018 (també com a guionista)
- Beneath the Shadow, 2020
- The Legend and Butterfly, 2023[15]
- Hero's Island, 2025[16]

### Sèrie de televisió
- Hideyoshi (NHK, 1996)
- Churasan (NHK, 2001)
- Hagetaka: Road to Rebirth (NHK, 2007)
- Shirasu Jiro (NHK, 2009)
- Ryōmaden (NHK, 2010)

### Videojocs
- Rise of the Rōnin, 2024 (Director de cinema d'obertura i en imatge real)[13]

## Premis i reconeixements
Hagetaka (2007)
- 59ns Premis italians a la millor sèrie dramàtica
- El 33è premi de la Fundació Hoso Bunka, premi principal (categoria de programa, programa de drama de televisió)
- Asian Television Awards 2007, Gran Premi en la categoria de sèries dramàtiques
- 44è Premi Galaxy a l'Excel·lència
- My Best TV Award Grand Prix
- 32è Premi Hélandres a la Millor Pel·lícula, Premi Guia de TV
- Premi Especial Mosfilm als 32è Festival Internacional de Televisió Golden Chest

Shirasu Jiro (2009)
- Premi a l'Excel·lència, 64th Japan Arts Festival
- Asian Television Awards 2009, premi d'encoratjament del jurat, divisió de sèries dramàtiques

Ryomaden (2010)
- Premi d'excel·lència Tokyo Drama Award 2010
- Premi Hélandres 2011 a la millor pel·lícula
- El primer premi del Japó de la ubicació
- 37è Premi a l'Excel·lència de la Fundació Hoso Bunka (Programa de drama de televisió de la divisió de programes)
- Treball en equip de l'any (patrocinat pel Comitè de treball en equip lògic)

Rurouni Kenshin (2012)
- 1r Premi d'Acció del Japó, Gran Premi a la Millor Acció, Gran Premi a la Millor Pel·lícula d'Acció
- 30è premi especial Golden Gross, premi especial Zenkoren

Rurouni Kenshin: Kyoto Inferno/The Legend Ends (2014)
- Premi del públic, 18è Festival Internacional de Cinema Fantasia
- 38è premi de cinema de l'Acadèmia del Japó, premi a la popularitat
- 27th Nikkan Sports Film Awards, Premi Yujiro Ishihara
- 69è Mainichi Film Contest, TSUTAYA Film Fan Award
- Els tercers premis Japan Action Awards
- 32è Premis Golden Gross, Millor Pel·lícula

Rurouni Kenshin: The Final/The Beginning (2021)
- El 76è Mainichi Film Contest, TSUTAYA Film Fan Award 2021
- Premi VFX-JAPAN 2022, millor pel·lícula

Premis a la direcció
- Hitmaker de l'any (Nikkei Entertainment!)
- 37è premi de la Fundació Hoso Bunka per a l'assoliment individual (direcció)
- 31è Premi de la Crítica Japonesa, Millor Director